# Lauriano
Lauriano és un comune (municipi) de la ciutat metropolitana de Torí, a la regió italiana del Piemont, situat a uns 25 quilòmetres al nord-est de Torí. A 1 de gener de 2019 la seva població era de 1.436 habitants.
Lauriano limita amb els següents municipis: Verolengo, Monteu da Po, San Sebastiano da Po, Cavagnolo, Casalborgone i Tonengo.